# Legio VI Victrix
Legio VI Victrix (VI Переможний легіон) — римський легіон. Інші назви Legio VI Macedonica (Македонський), Legio VI Hispaniensis (Іспанський), Legio Britannica. Мав прізвисько Pia Fidelis, яке отримав за імператора Доміціана.

## Історія
Створено 41 року до н. е. Октавіаном. Того ж року брав участь у Перузійській війні проти Луція Антонія. У 30-х роках до н. е. бився проти військ Секста Помпея. У 31 році до н. е. був на боці Октавіана у битві при Акціумі. Деякий час стояв в Македонії, звідси одна з його назв. З 29 до 19 року до н. е. брав участь у війнах з кантабрами. За це отримав прізвисько Іспанський. Деякий час стояв табором у Тарраконській Іспанії, яке в подальшому перетворилося на містечко (сьогодні м. Леон). Ветерани легіону з 15 року до н. е. розміщені в колонії Цезар Августа (сьогодні м. Сарагоса). Займався облаштуванням Via Augusta.
Від імператора Нерона легіон отримав прізвисько Переможний за перемогу у 66 році над племенами астурів. У 68 році підтримав Гальбу у боротьбі за владу. Після загибелі останнього та оголошення імператором Вітеллія легіон підтримав кандидатуру Веспасіана. У 70 році за наказом імператора Веспасіана спрямував на Рейнський кордон, де боровся із повстанням батавів. Після цього розташувався у м.Novaesium (Нойс). У 89 році діяв проти Луція Антонія Сатурніна, що повстав проти імператора Доміціана. В Акві Гранні (сучасний Аахен) звів великі терми. У 99 році ветерани легіону розміщені у Ветері Секунда.
За часів імператора Траяна окремі частини легіону брали участь у війнах з даками у 101—102 та 105–106 роках. У 119 році імператор Адріан переправив легіон на північ Британії. Стояв в Ебораку (сучасне м. Йорк). З 122 року легіонери займалися зведенням частини Адріанового валу між сучасними містами Ньюкасл-апон-Тайн і Карлайл. У 142—144 роках вони вже займалися зведенням Антонінового валу у Каледонії (сучасна Шотландія). У 155—158 роках придушував заворушення на півночі провінції Британія. У 158 році займався відновленням Адріанового валу.
Князь язигів Зантік (з 174 року) був розбитий римлянами й за мирною угодою язиги надали у розпорядження імперії 8000 вершників, 5500 з яких були відправлені до Британії, на службу в легіоні VI «Переможний», зі станом біля Адріанова вала. З 175 року легіон отаборився у форті Корсторіт (сучасне м. Корбрідж). У 180 році придушив нове повстання північних бриттських племен.
У 185 році разом з іншими легіонами підтимав Пріска проти імператора Коммода, проте заколот захлинувся. У 193 році підтримав імператора Пертінакса. У 196 році перейшов на бік Клодія Альбіна, що виступив проти імператора Септимія Севера. Бився на боці Альбіна у битві при Лугдунумі (сучасний Ліон, Франція). По поверненню до Британії вимушений був відвойовувати Еборак та північні території римської провінції. У 208 році в складі армії Септимія Севера здійснив похід до Каледонії. За це отримав прізвисько Британський, а його легат Гай Юлій Марк став у 213 році намісником провінції Нижня Британія (утворено того ж року).
Після цього стояв в Ебораку. У 260-х роках вексилярії легіону віправлялися до провінцій Верхня та Нижня Паннонія, де захищали кордон по Дунаю. Більша частина легіону у 260—274 роках підпорядковувалася володарю Галльської імперії, а з 286 до 297 узурпаторам Караузію та Аллекту. З 297 року підпорядковувався імператору Констанцію I Хлору. Після смерті останнього у 306 році підтримав його сина Костянтина у боротьбі за владу.
У 398—399 роках легіон був у складі армії Стиліхона, що здійснив похід проти племен піктів та скоттів. У 401 році значна частина легіону була переміщена до Італії задля захисту від навали вестготів. Вони брали участь у битвах на чолі із Стиліхоном проти короля вестготів Аларіха. Ймовірні залишки легіону загинули у боях з готами, а інші — на півночі Британії.